# Oslobodilačka fronta slovenskog naroda
Oslobodilačka fronta slovenskog naroda (slov. Osvobodilna fronta slovenskega naroda) ili jednostavno Oslobodilačka fronta (slov. Osvobodilna fronta, OF), izvorno Protuimperijalistička fronta (slov. Protiimperialistična fronta, PIF), bila je slovenska antifašistička politička stranka. Protuimperijalistička fronta imala je ideološke veze sa Sovjetskim Savezom (koji je u to vrijeme bio u sporazumu s nacističkom Njemačkom) u borbi protiv imperijalističkih tendencija Sjedinjenih Država i Ujedinjenog Kraljevstva (zapadnih sila), a utemeljila ju je Komunistička partija Slovenije (KPS). U svibnju 1941., nakon njemačke okupacije Jugoslavije, članovi organizacije kritizirali su nacistički režim u prvom ratnom izdanju ilegalnih novina Slovenski poročevalec (Slovenski izvjestitelj) i opisali Nijemce imperijalistima. U drugom izdanju od 8. lipnja 1941. počeli su skupljati novac za oslobodilački fond. Kada je Njemačka napala Sovjetski Savez, Protuimperijalistička fronta formalno je preimenovana i postala glavni slovenski antifašistički građanski pokret otpora i politička organizacija pod vodstvom i kontrolom slovenskih komunista. Djelovala je u slovenskim zemljama za vrijeme Drugog svjetskog rata. Njezino vojno krilo bili su slovenski partizani. Organizacija je osnovana u Ljubljanskoj pokrajini 26. travnja 1941. u kući književnog kritičara Josipa Vidmara. Njezini čelnici bili su Boris Kidrič i Edvard Kardelj.